# Rosedale (Alberta)
Pour les articles homonymes, voir Rosedale.
Rosedale est une communauté située dans la province d'Alberta, dans le centre-sud.